# Ritratto di giovane ignota
Il ritratto di Giulia de medici che tiene tra le mani un libro, chiuso da un fiocco, è un olio su tavola di Agnolo di Cosimo, detto il Bronzino. Il dipinto è anche noto come Ritratto di giovane donna con libro.

## Descrizione
Il dipinto è presentato entro una seicentesca cornice di legno, intagliato e dorato. Ignoto è il nome della ragazzina ritratta che, per convenzione, è indicata come una duchessina de' Medici. Adolfo Venturi, esaminando il dipinto, nel 1933, ha notato che manca il fondo azzurro, tipico dell'ultimo periodo di attività del Bronzino e quindi ha assegnato quest'opera al 1545 circa.
Di grande eleganza è l'abito di seta pesante color grigio perla, con lo sprone squadrato, le spalline lievemente rialzate e le maniche arricciate e ricamate. La camicia bianca ricamata ha un piccolo collo, chiuso da una catena d'oro a maglie larghe. Altri gioielli: un anello al dito e una coroncina sui capelli neri, lisci e spartiti in mezzo da una riga. La posa rigida e la serietà dell'espressione si riscontrano anche in altri ritratti di giovanissime donne, dipinti dal Bronzino e conservati agli Uffizi, tra cui quelli di Bia de' Medici e di Maria de' Medici.
Sul retro della tavola si leggono queste parole: dalla Guardaroba 4 Agosto 1773. Venuta dall'Imperiale.

## Esposizioni
- Mostra del Cinquecento toscano, Firenze, 1940.
- Bronzino: pittore e poeta alla corte dei Medici, Firenze, 2010.